# Episkopí (Limassol)
Pour les articles homonymes, voir Episkopí.
Episkopí (grec moderne : Επισκοπή) est un village de Chypre de plus de 3 681 habitants.